# Соколов, Игорь Анатольевич
И́горь Анато́льевич Соколо́в (род. 27 марта 1954, Тамбов, СССР) — российский учёный, академик РАН (2008), директор ФИЦ «Информатика и управление» РАН (с июля 2015), главный учёный секретарь РАН (2013—2015), декан факультета ВМК МГУ (с 2019).

## Биография
В 1976 году окончил факультет вычислительной математики и кибернетики (ВМК) МГУ им. М. В. Ломоносова, в 1979 году — аспирантуру МГУ.
Защитил кандидатскую диссертацию «Исследование дискретных приоритетных систем массового обслуживания» (1980). Защитил диссертацию «Основы построения крупномасштабных телекоммуникационных систем двойного применения» на учёную степень доктора технических наук (1998).
Место работы: с 1979 года — в НИИ систем связи и управления, с 1990 года — в Институте проблем информатики АН СССР (с 1999 года — директор ИПИ РАН). Заведует кафедрой информационной безопасности факультета ВМК МГУ и кафедрой проблем информатики МИРЭА. Декан факультета ВМК МГУ.
Член-корреспондент РАН с 22 мая 2003 года по Отделению информационных технологий и вычислительных систем, действительный член РАН с 29 мая 2008 года по Отделению нанотехнологий и информационных технологий. Главный ученый секретарь Президиума Российской академии наук c 10 июня 2013 по 12 января 2015 года.
Главный редактор журнала «Информатика и её применения» и ежегодника «Системы и средства информатики», работает также в журнале «Информационные технологии и вычислительные системы».
Член Научного совета при Совете Безопасности РФ, Бюро Совета директоров институтов РАН, Стратегического комитета Национального фонда подготовки кадров, председатель совета РАН по исследованиям в области обороны. Входил в состав Совета при Президенте Российской Федерации по науке и образованию (2015—2018), в 2015—2017 годах — член президиума Совета.
В 2022 году возглавил Национальный комитет по распознаванию образов и анализу изображений при Российской академии наук (РАН).
Область научных интересов: информационные технологии, моделирование информационных потоков в финансовых приложениях, развитие прикладных математических методов, методы мониторинга сетей связи.

## Основные научные работы
И. А. Соколов — соавтор около 130 научных работ, включая 7 монографий.
- Об условиях сходимости распределений экстремальных порядковых статистик к распределению Вейбулла / В. Ю. Королёв, И. А. Соколов. // Информатика и её применения., 8:3 (2014).
- О работах в области моделирования информационных потоков в современных высокочастотных финансовых приложениях. / В. Ю. Королёв, А. Ю. Корчагин, И. А. Соколов, А. В. Черток. // Системы и средства информатики., 24:4 (2014), 63-85
- Умножитель с накоплением: методологические аспекты. / И. А. Соколов, Ю. А. Степченков, С. Г. Бобков, Ю. В. Рождественский, Ю. Г. Дьяченко. // Системы и средства информ., 24:3 (2014), 44-62.
- Распределение времени выхода из множества состояний перегрузки в системе M|M|1|<L,H>|<H,R> с гистерезисным управлением нагрузкой. / Ю. В. Гайдамака, А. В. Печинкин, Р. В. Разумчик, А. К. Самуйлов, К. Е. Самуйлов, И. А. Соколов, Э. С. Сопин, С. Я. Шоргин. // Информатика и её применения, 7:4 (2013), 20-33
- Предельная теорема для геометрических сумм независимых неодинаково распределённых случайных величин и её применение к прогнозированию вероятности катастроф в неоднородных потоках экстремальных событий. / М. Е. Григорьева, В. Ю. Королёв, И. А. Соколов. // Информатика и её применения, 7:4 (2013), 11-19.
- Байесовская рекуррентная модель роста надёжности: равномерное распределение параметров. / А. А. Кудрявцев, И. А. Соколов, С. Я. Шоргин. // Информатика и её применения, 7:2 (2013), 55-59.
- Игорь Александрович Мизин — учёный, конструктор, человек / Под ред. И. А. Соколова. — М.: ИПИ РАН, 2010. — С. 311. — ISBN 5-902030-81-2.

## Награды и премии
- Орден Александра Невского (5 февраля 2024 года) — за большой вклад в развитие отечественной науки, многолетнюю плодотворную деятельность и в связи с 300-летием со дня основания Российской академии наук[13];
- Орден Дружбы (2014)[14];
- Почетная грамота Российской академии наук (2019)[15];
- Премия Правительства Российской Федерации в области науки и техники за работу «Интегрированная многофункциональная система информационного обеспечения безопасности мегаполиса».